# Battaglia di Port-Républicain
La battaglia di Port-Républicain fu un episodio della rivoluzione haitiana.

## Preludio
Il 30 maggio 1794, una flotta britannica apparve nella baia di Port-au-Prince, città ribattezzata dai rivoluzionari col nome di Port-Républicain, con l'intento di attaccarla. La flotta, era forte di quattro navi di linea la HMS Europa, la HMS Belliqueux, la HMS Irresistible e la HMS Sceptre, accompagnate da alcune fregate, corvette e bricchi, era comandata dall'ammiraglio Ford e trasportava in tutto 1465 soldati agli ordini del generale di brigata John Whyte.
Port-Républicain, non aveva che 800 soldati a difenderla, comandati da Hugues Brisset de Montbrun de Pomarède. Quest'ultimo non aveva la fiducia dei commissari Sonthonax e Polverel e così venne rimpiazzato da Martial Besse, un homme de couleur.
Il 31 maggio il generale Whyte inviò un messaggero a terra ma questi venne portato nel forte Ilet, su ordine dei commissari. Gli inglesi diedero quindi inizio all'attacco su ordine del generale Whyte, con due colonne che giunsero di rinforzo per attaccare da terra la città. La prima colonna, partita da Léogâne, era forte di 1000 uomini agli ordini del barone de Montalembert, mentre la seconda, partita da l'Arcahaie, era comandata da Lapointe e da Hanus de Jumécourt con 1200 uomini. Le navi nel porto sbarcarono le loro truppe: 1465 uomini comprendenti i cosiddetti régiments émigrés che vennero inviati dalle Antille; il reggimento de Hompesch, gli ussari del régiment de Rohan e gli ulani di Bouillé.

## La battaglia
Il 1º giugno, alle 11.00, la fregata HMS Penelope attaccò il forte Touron, mentre la HMS Belliqueux e la HMS Sceptre attaccarono il forte Bizoton difesi dai soldati della legione dell'ovest comandata direttamente da Monbrun che disponeva anche di cinque cannoni e due mortai. Coperti dal fuoco delle navi amiche, 800 soldati europei al comando del colonnello inglese Spencer sbarcarono a Lamantin. La battaglia si interruppe alle 18.00 per la pioggia intensa, tuttavia il capitano Daniel alla testa di 60 granatieri marciò di notte verso il forte Bizoton dove riuscì a penetrare. Sorprendendo il comandante Montbrun, Daniel gli ordinò di arrendersi, ma quello gli rispose con una palla di fucile in testa. Il colonnello Spencer giunse con dei rinforzi e si iniziò un combattimento alla baionetta. Monbrun rimase ferito ad una mano, ed i repubblicani, inferiori di numero, finirono per abbandonare l'avamposto.
A mezzogiorno del 2 giugno, 200 inglesi comandati dal colonnello Hampfield sbarcarono a la Saline e si impadronirono del forte Touron, favoriti dal fatto che gli uomini della légion des Régénérés decisero di cambiare schieramento. Una parte della popolazione bianca del luogo si sollevò allora in favore degli inglesi, mentre un'altra parte decise di rifugiarsi al forte Joseph o su delle navi. Sonthonax e Étienne Polverel decisero infine di ripiegare su la Charbonnière, a quattro leghe dalla città, denunciando il tradimento subito. I commissari si riunirono il 3 giugno col generale Beauvais e la legione dell'ovest, ma vennero costretti ad evacuare Croix-des-Bouquets sempre su pressione degli inglesi. Martial Basse restò in città con gli uomini della légion des Régénérés a lui ancora fedeli. L'offensiva britannica venne arrestata nuovamente dal cattivo tempo. Il 5 giugno, il tenente colonnello Blaise, della légion de l'Ouest, lasciò il forte Joseph agli inglesi.
Padroni di tutte le piazzeforti locali, gli inglesi entrarono in città trionfalmente. Verso sera, un realista francese di nome Béranger, della légion de Montalembert, catturò 30 repubblicani che si erano nascosti con l'intento di ucciderli ma il generale Whyte, informato del fatto, interruppe il massacro e condannò il responsabile. Secondo il bollettino di guerra britannico nello scontro morirono 8 soldati inglesi e vi furono 8 feriti dalla parte dei vincitori, oltre a cinque uomini della fregata HMS Hermione.